# Jamsko kopališče
Jamsko kopališče (madžarsko Barlangfürdő [ˈbɒrlɒŋkˌfyrdøː]<(madžarsko: barlang [ˈbɒrlɒŋɡ] 'jama'+ fürdő [ˈfyrdøː] 'kopel') je termalno kopališče v naravni jami v Miskolctapolca.
Termalna voda (temperatura: 30°C) slovi po tem, da lajša bolečine v sklepih in ker ima manj soli kot večina termalnih voda (okoli 1000 mg/liter), se ljudje lahko v njej kopajo veliko dlje, praktično neomejeno časa. Jamsko kopališče je možno obiskati vse leto, razen januarja.
Jama in termalni vrelec sta znana že od antičnih časov, priljubljeno kopališče pa je Tapolca postala šele po osmanski okupaciji Madžarske (16.–17. stoletje). V tem času je območje pripadalo grški pravoslavni opatiji Görömböly; razvoj Tapolce v kopališče je bila ideja opata leta 1711. Pripeljal je tudi zdravnike iz Kasse, današnje Košice na Slovaškem, da bi preučili blagodejne učinke vode. Leta 1723 so zgradili tri bazene in gostilno. Sama jama še ni bila uporabljena, saj so bili bazeni zunaj. Voda je bila hladnejša kot zdaj, ker so bili uporabljeni tudi izviri hladne vode Tapolca (ki danes igrajo pomembno vlogo pri oskrbi Miškolca s pitno vodo). Do sredine 18. stoletja, po kratkem obdobju priljubljenosti, je bilo kopališče zanemarjeno in do 19. stoletja so bile stavbe v ruševinah.
Leta 1837 je dal novi opat Görömböly stavbe obnoviti in razširiti. Dal je zgraditi tudi prvi notranji bazen (čeprav še zunaj jame), a le za premožne goste.
V začetku 20. stoletja je rastoče mesto Miškolc od grške pravoslavne cerkve kupilo območje ne le zaradi termalne vode, ampak tudi zaradi vira pitne vode (ki danes zagotavlja polovico mestne oskrbe z vodo).
V naslednjih letih so zgradili nova javna kopališča. Leta 1934 je bilo Tapolca uradno priznano kot zdraviliško mesto. Leta 1939 se je začela gradnja novega kopališča. Med gradnjo so odkrili več arheoloških najdb, našli pa so tudi nov, prej neznan vodni izvir s temperaturo vode 31,5°C. Terme so odprli leta 1941, samo Jamsko kopališče pa šele 14. maja 1959.
Od takrat je bil kopališki kompleks večkrat razširjen. Zunanji bazen in pred njim značilna školjkasta streha sta bila zgrajena leta 1969. V 1980-ih so zgradili nove prostore in hodnike ter zgradili toplejša bazena (34°C in 36°C). Zadnja širitev kopališkega kompleksa se je začela leta 1998.
- Otroški bazen
- Notranjost kopališča
- Bazen